# Анте (ТВ серија)
„Анте” је југословенска телевизијска серија снимљена 1981. године у продукцији ТВ Љубљана.

## Улоге
| Глумац  | Улога |
| ------- | ----- |
| Иво Бан |       |

Комплетна ТВ екипа ▼
| Редитељ       | Божо Спрајц        |               |
| Монтажер      | Андрија Зафрановић |               |
| Костимограф   | Милена Кумар       |               |
| Одсек за звук | Гордана Зафрановић | тонска обрада |